# Узункольський сільський округ (Астраханський район)
Узунко́льський сільський округ (каз. Ұзынкөл ауылдық округі, рос. Узункольский сельский округ) — адміністративна одиниця у складі Астраханського району Акмолинської області Казахстану. Адміністративний центр — село Узунколь.
Населення — 431 особа (2021; 760 осіб (2009; 1444 в 1999, 3575 у 1989).
Станом на 1989 рік існували Красногвардійська сільська рада (село Красногвардійське), Кайнарська сільська рада (села Кайнарське, Лугове) та Узункольська сільська рада (села Алгабас, Узунколь). 1993 року вони утворили Кайнарський сільський округ (села Кайнарське, Лугове, а також село Каратубек колишньої Колутонської селищної ради) та Узункольський сільський округ (села Алгабас, Булакти (колишнє село Красногвардійське), Узунколь). 2009 року до складу сільського округу було включено територію ліквідованого Кайнарського сільського округу (села Кайнарське, Каратубек, Лугове). Тоді ж села Каратубек та Лугове були ліквідовані. Село Кайнарське було ліквідоване 2014 року.

## Склад
До складу округу входять такі населені пункти:
| Населений пункт    | Колишні назви     | Населення, осіб (1989) | Населення, осіб (1999) | Населення, осіб (2009) | Населення, осіб (2021) |
| ------------------ | ----------------- | ---------------------- | ---------------------- | ---------------------- | ---------------------- |
| Алгабас, село      | -                 | 268                    | 264                    | 99                     | 55                     |
| Булакти, село      | Красногвардійське | 771                    | 209                    | 139                    | 89                     |
| Узунколь, село     | -                 | 1060                   | 621                    | 451                    | 270                    |
| --Кайнарське, село | -                 | 996                    | 197                    | 39                     | 7                      |
| --Каратубек, село  | -                 | 201                    | 64                     | 4                      | 4                      |
| --Лугове, село     | -                 | 279                    | 89                     | 28                     | 10                     |